# Jun Maeda
Jun Maeda (japonès: 麻枝 准, Maeda Jun) és un escriptor i músic japonès que treballa per a la companyia Key, de la qual és un dels seus fundadors, exercint-se com a escriptor i compositor musical. És originari de la Prefectura de Mie, Japó; va estudiar psicologia a la Universitat Chukyo (Chukyo Daigaku).
Maeda ha treballat en títols com Kanon, Air, Charlotte, CLANNAD, Angel Beats! i Little Busters!. A més, és autor d'una sèrie manga anomenada Hibiki’s magic juntament amb la mangaka Rei Izumi.